# 코피 서리보

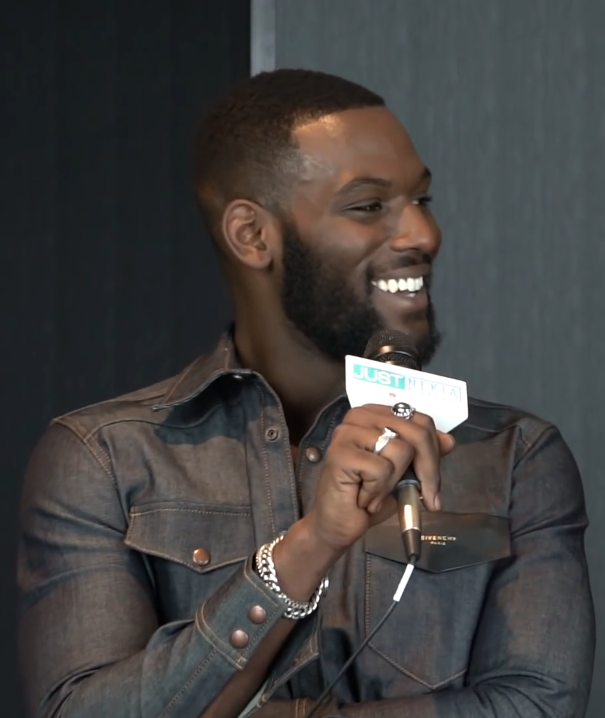

코피 서리보(영어: Kofi Siriboe, 1994년 3월 2일 ~ )는 미국의 배우이다.
로스앤젤레스에서 태어났다.

## 방송
- 퀸 슈거 시즌4
- 퀸 수거 시즌3
- 퀸 수거 시즌2
- 퀸 수거
- 어쿼드 시즌4

## 영화
- 걸즈 트립 (2017년)
- 킥스 (2016년)
- 스트레이트 아웃 오브 컴턴 (2015년)
- 위플래쉬 (2014년) - 그렉 역
- 프롬 (2011년) - 맥스 역
- 40 (2009년)
- 롱샷 (2008년)
- 지미 키멜 라이브! (2003년) - 게스트 역